# Babice u Rosic
Pour les articles homonymes, voir Babice.
Babice u Rosic (jusqu'en 1960 : Babice ; en allemand : Babitz) est une commune du district de Brno-Campagne, dans la région de Moravie-du-Sud, en République tchèque. Sa population s'élevait à 756 habitants en 2020.

## Géographie
Babice u Rosic se trouve à 19 km à l'ouest de Brno et à 172 km au sud-est de Prague.
La commune est limitée par Příbram na Moravě et Zastávka au nord, par Rosice à l'est, par Kratochvilka et Zbýšov au sud, et par Zakřany à l'ouest.

## Histoire
La première mention écrite du village date de 1228.